# Stanisław Jarzyna
Stanisław Jarzyna z Rudek herbu Trzaska (zm. w 1698 roku) – kasztelan sochaczewski w 1679 roku, dworzanin królewski w 1674 roku.
Jako senator wziął udział w sejmie konwokacyjnym 1696 roku.
Syn Marcina, żonaty z Joanną Zapolską.
Podpisał elekcję Jana III Sobieskiego z województwem rawskim w 1674 roku. Po zerwanym sejmie konwokacyjnym 1696 roku przystąpił 28 września 1696 roku do konfederacji generalnej. 5 lipca 1697 roku podpisał w Warszawie obwieszczenie do poparcia wolnej elekcji, które zwoływało szlachtę na zjazd w obronie naruszonych praw Rzeczypospolitej. 